# Hầu tước xứ Anglesey
Hầu tước xứ Anglesey (tiếng Wales: Ardalydd Môn; tiếng Anh: Marquess of Anglesey) là một tước hiệu trong Đẳng cấp quý tộc Vương quốc Liên hiệp Anh. Nó được tạo ra vào năm 1815 cho Henry Paget, Bá tước thứ 2 xứ Uxbridge, một anh hùng trong Trận Waterloo, chỉ huy thứ hai sau Công tước xứ Wellington. Hầu tước giữ các tước hiệu phụ như Bá tước xứ Uxbridge, ở Hạt Middlesex, trong Đẳng cấp quý tộc Đại Anh (1784), Nam tước xứ Paget, de Beaudesert, trong Đẳng cấp quý tộc Anh (1553), và cũng là một Nam tước ở Ireland, của Plas Newydd ở Hạt Anglesey và Mount Bagenall ở Hạt Louth.
Trụ sở gia đình bây giờ đặt ở Plas Newydd, tại Llanddaniel Fab, Anglesey. Hầu hết các hầu tước gần đây đều được chôn cất tại Nhà thờ St Edwen, Llanedwen, do Hầu tước xây dựng và duy trì. Trụ sở cũ của gia đình là Beaudesert, gần Cannock Chase, Staffordshire.